# Ordre de Dobrzyń
Pour les articles homonymes, voir Dobrzyń.

Emblème de l’ordre de Dobrin

L’ordre de Dobrzyń ou Frères de Dobrzyń (en polonais Bracia Dobrzyńscy, en allemand Orden von Dobrin) est un ordre militaire qui a été créé en Pologne au XIIIe siècle pour se défendre des incursions des tribus prussiennes païennes. En latin, ces chevaliers étaient appelés Fratres Milites Christi (de Prussia, de Dobrin, de Mazovia) et leur surnom était " chevaliers prussiens de Jésus-Christ".
L’ordre a été fondé en 1216, par Christian de Oliva, l’évêque missionnaire de Prusse, pour protéger la Mazovie et la Cujavie contre les attaques des tribus prussiennes païennes qui défiaient continuellement Conrad Ier de Mazovie, qui n’arrivait pas à juguler leur menace. 
Les Frères de Dobrzyń offraient assistance et protection aux missionnaires cisterciens qui tentaient d’évangéliser la Prusse. Sur leur armure, ils portaient un manteau blanc sur lequel figuraient une épée rouge levée et une étoile rouge symbolisant la révélation du Christ aux païens. Les règles de leur ordre étaient similaires à celles des Templiers et à celles des chevaliers Porte-Glaive.
En 1228, l’année où l’ordre est reconnu par le pape Grégoire IX, le duc Conrad Ier lui cède la ville de Dobrin (en polonais Dobrzyń nad Wisłą) ainsi que le territoire autour de cette ville faisant frontière avec la Prusse. 
L’ordre de Dobrzyń a été le seul ordre militaire jamais créé en Pologne. Au début, il se compose d’une quinzaine de chevaliers, venus de Basse-Saxe et du Mecklembourg, commandés par maître Brunon. Par suite de leur trop petit nombre (l’effectif n’a jamais dépassé 35 chevaliers) et de leur manque d’efficacité contre les Vieux prussiens, la majorité des membres rejoint l’ordre Teutonique vers 1235, avec la bénédiction papale. En 1237, Conrad de Mazovie envoie les chevaliers restants à Drohiczyn, pour renforcer cet avant-poste. La dernière mention des Frères de Dobrzyń date de 1240, quand Daniel de Galicie s’empare de Drohiczyn.